# 毛瀛初
毛瀛初（1910年10月12日—2000年），浙江奉化人。中華民國政治人物。

## 生平
他從金陵大學轉中央航空學校第2期畢業，於1937年服務於空軍。毛瀛初在中日戰爭时累積落敵機5架， 留名在中國王牌飛行員清單中。
曾任空軍官校第11任校長，直到1968年，官拜中將,擔任聯勤總部副總司令。1969年起，他轉任民航局第3任局長，並擔任該職13年，為台灣飛安體系初創者。1981年，他再轉任公營公司，任好來化工董事長，直到1997年的86歲退休。
2000年，病逝於台北，終年90歲。

## 親屬
蔣介石私塾老師毛思誠先生姪子中，有民航局長毛瀛初空軍中將與南京國民黨空軍第三任校長毛邦初將軍是兄弟。兩人為浙江省奉化縣岩溪村人，都是中華民國空軍早期傑出將領，他們三兄弟尚有一兄弟在空軍防空部隊中服役，後來台落居台南。
毛瀛初1938年6月與鄭秀珍女士結婚生2子2女，子毛昭定中原理工土木系畢業生傑出校友，曾經是昭凌工程顧問公司董事長，也經營傳通遠教股份有限公司及好來化工代理黑人牙膏，在台灣和大陸各省都各有企業駐點。
其兄毛邦初將軍的兒子毛昭寰Dr. Bill Mow or William Mow是美國第三大品牌Bugle Boy世界性成衣名牌創辦人，但該品牌已於2001年宣佈倒閉。
其他毛家親屬中，毛英梅女士是蒋经国生母毛福梅太夫人胞姊，生子宋時選先生在青年救國團任高職。保密局長毛人鳳及毛錦彪將軍是侍衛長。

## 荣誉

### 中华民国勋章奖章
- 乾元勋章（1948年12月1日批准[3]）